# Rétroéclairage

Animation d'un écran LCD avec un éclairage électroluminescent par l'arrière.

Le rétroéclairage est une technique d'éclairage par l'arrière permettant aux écrans – notamment les écrans à cristaux liquides – grâce à une source de lumière diffuse intégrée, d'améliorer le contraste de l'affichage et d'assurer ainsi une bonne lisibilité, même dans un lieu obscur ou mal éclairé.
Avant l’avènement des écrans à cristaux liquides à rétroéclairage par diodes électroluminescentes (DEL ou LED), ces derniers étaient rétroéclairés par une technique utilisant des tubes fluorescents à cathode froide, appelée CCFL.
Depuis les années 2010, dans la plupart des cas, la source lumineuse est fournie par des diodes électroluminescentes. L'utilisation de ces diodes a permis de réduire considérablement la taille des écrans depuis 2008 par rapport aux écrans à tube cathodique.
Il existe deux techniques de rétroéclairage :
- Edge LED : les diodes sont réparties sur la périphérie de l'écran et sont orientées vers l'intérieur. La lumière des diodes est propagée sur toute la surface via une plaque de verre photoconductrice.
- Full LED : les diodes couvrent toute la surface arrière de l'écran afin de fournir une lumière uniforme et mieux contrastée, mais pour un coût de production plus élevé.

À ces deux techniques, on peut associer un assombrissement local, où les diodes sont organisées en zones éteintes ou allumées selon l'intensité des parties sombres de l'affichage. Les noirs ainsi obtenus sont plus profonds et améliorent le contraste.[réf. souhaitée]

## Source
- Frédérique Crépin, Le rétro-éclairage Led ou l'éco-lumière dans L'Ordinateur individuel, octobre 2011, numéro 242, page 48.